# اشک نرگس
اشک نرگس فیلمی به کارگردانی و تهیه‌کنندگی احمد عبداللهیان و نویسندگی فتانه توفیقی محصول سال ۱۳۹۴ است.
این فیلم در تاریخ ۲ اسفند ۱۳۹۶ در سینماهای ایران اکران شده‌است.

## خلاصه داستان
این فیلم داستان زندگی خبرنگاری را روایت می‌کند که بازمانده جنگ ایران و عراق است. وی دچار چندگانگی در اجتماع و حتی هم دوره‌ای‌های خود شده و در این بین عاشق همکار خود می‌شود.

## بازیگران
- نگین معتضدی
- رضا ایرانمنش
- شراره رخام
- محمود مقامی
- گیتی ساعتچی
- رحمان مقدم